# 630 v. Chr.
Portal Geschichte | Portal Biografien | Aktuelle Ereignisse | Jahreskalender | Tagesartikel

◄ |
8. Jahrhundert v. Chr. |
7. Jahrhundert v. Chr. |
6. Jahrhundert v. Chr. |
►

◄ | 650er v. Chr. | 640er v. Chr. | 630er v. Chr. | 620er v. Chr. |
610er v. Chr. |
►

◄◄ | ◄ | 633 v. Chr. | 632 v. Chr. | 631 v. Chr. | 630 v. Chr. |
629 v. Chr. |
628 v. Chr. |
627 v. Chr. |
► |
►►

## Ereignisse

### Wissenschaft und Technik
- Im babylonischen Kalender fällt der babylonische Neujahrsanfang des 1. Nisannu auf den 13. März[1]; der Vollmond im Nisannu auf den 26. März[1].[2]
- Der Seefahrer Kolaios aus Samos durchquert als erster Grieche die Straße von Gibraltar.

### Kultur
- um 630 v. Chr.: In Athen ist der Maler von Berlin A 34 tätig, der erste attische Vasenmaler im schwarzfigurigen Stil.

## Geboren
- (um 630 v. Chr.) Sunshu Ao,  Berater des chinesischen Königs Zhuang und Kanzler von Chu († um 593 v. Chr.)
- (um 630 v. Chr.) Alkaios von Lesbos, griechischer Lyriker († um 580 v. Chr.)